# سايناخونيفينغ فومابانيا
سايناخونيفينغ فومابانيا (28 أكتوبر 1987 بفيينتيان في لاوس - ) هو لاعب كرة قدم لاوسي في مركز الدفاع. شارك مع منتخب لاوس لكرة القدم. أما مع النوادي، فقد لعب مع نادي لاو تويوتا وVientiane F.C. ‏ وYotha F.C. ‏.

## وصلات خارجية
- سايناخونيفينغ فومابانيا على موقع الاتحاد الدولي (مؤرشف)  (الإنجليزية)
- سايناخونيفينغ فومابانيا على موقع قاعدة بيانات كرة القدم.إي يو (الإنجليزية)
- سايناخونيفينغ فومابانيا على موقع ناشيونال فوتبول تيمز (الإنجليزية)
- سايناخونيفينغ فومابانيا على موقع Soccerway.com (الإنجليزية)